# イースト・フィンチリー駅
イースト・フィンチリー駅（英語: East Finchley tube station）は、ロンドンのバーネット区にある、ロンドン地下鉄の駅である。当駅はトラベルカード・ゾーン3に含まれる。ハムステッド・ガーデン・サバーブ、ミューゼル・ヒルの両地区への足として利用されている。

## 歴史
エッジウェア・ハイゲート・アンド・ロンドン鉄道によって建設され、この鉄道会社を継承したグレート・ノーザン鉄道により1867年8月22日、ミドルセックスに「イースト・エンド」として、フィンズベリー・パークからハイゲート経由でエッジウェアに至る路線上の途中駅として開業した。1886年には「イースト・フィンチリー」に改名されている。
1921年鉄道法によりイギリスの鉄道会社は「ビッグ・フォー」と呼ばれる4社に再編され、当駅は1923年からロンドン・アンド・ノース・イースタン鉄道の駅となった。当駅から北のハイ・バーネット支線は1935年に始まった「ノーザン・ハイト」と呼ばれる開発計画の一環としてロンドン地下鉄の路線網に組み込まれた。
ロンドン地下鉄の乗り入れに備え、開業時からのヴィクトリア様式の駅舎は取り壊され、チャールズ・ホールデンが設計したアール・デコ/ストリームライン・モダン様式の駅舎が新築された。このとき、当駅から南にロンドン・ノース・イースタン鉄道の既存線を経由してハイゲートに至り、ハイゲートから地上に建設される新線でクラウチ・エンドを経由してフィンズベリー・パークに至る路線用としてホーム2本が追加され、合計4本となった。ハイゲートからの新線は建設されないままに終わっている。このルートとは別に、ロンドン・ノース・イースタン鉄道の線路の下にハイゲート駅に至る地下線を建設して既存の地下鉄路線と接続、アーチウェイ、カムデン・タウン方面に乗り入れる路線が計画され、この地下線だけが実現された。
この改築により2面4線の配線となり、内側の2線が地上線、外側の2線が地下線用とされた。地下鉄の列車は1939年7月3日から当駅への乗り入れを開始し、当駅より北の電化が完成するまで仮の終点となった。1940年4月14日に当駅より北、ハイ・バーネットまでの電化が完成し、ノーザン線の運転区間もハイ・バーネットまで延長されている。 電化完成からしばらくの間はロンドン地下鉄とロンドン・ノース・イースタン鉄道双方の列車が運転されていたが、ロンドン・ノース・イースタン鉄道による運転は1941年3月2日に終了している。ロンドン・ノース・イースタン鉄道の運転終了後、内側のホームは当駅を起終点とする列車及び当駅南にある車両基地に出入りする列車の発着に使用されている。
第二次世界大戦後、ノーザン・ハイトの開発計画は中止され、ロンドン・ノース・イースタン鉄道のイースト・フィンチリーからフィンズベリー・パークまでの区間はロンドン地下鉄に組み込まれないままに終わり、ロンドン地下鉄の列車がこの地上線を営業運転することはなかった。ハイゲートまでの地上線が1970年に廃止されるまで、転属のためロンドン地下鉄の電車がこの区間を通過することがあった。

## 駅の建築物
ホールデンが設計し、1930年代に建設された他のロンドン地下鉄の駅と同様、イースト・フィンチリー駅はホールデンがヨーロッパ大陸をこのころに旅した際に見聞した特にオランダ建築の影響を強く受けたもので、イギリス建築の最先端をいくものだった。当駅ホームはおおむね北西から南東に向けて、ハイ・ロードを超える築堤の上に構築されている。駅舎は橋上構造で、北東と南西に出入口がある。北東側の出入口はハイ・ロードに、南東側の出入口はコーズウェイに面しており、改札内に入ることなく駅を通り抜けることが出来る。
この駅舎の特徴は、駅舎とホームを結ぶ半円形のガラス張りの階段で、この階段とデッキに見立てたホームで駅全体が船のような雰囲気をもっている。ホームの構造と併せ、船の船首飾に似たエリック・オウモニエ作の高さ10フィート (3.0 m)の射手の銅像が置かれている。この射手の矢はロンドン中心部を向いている。

## ギャラリー

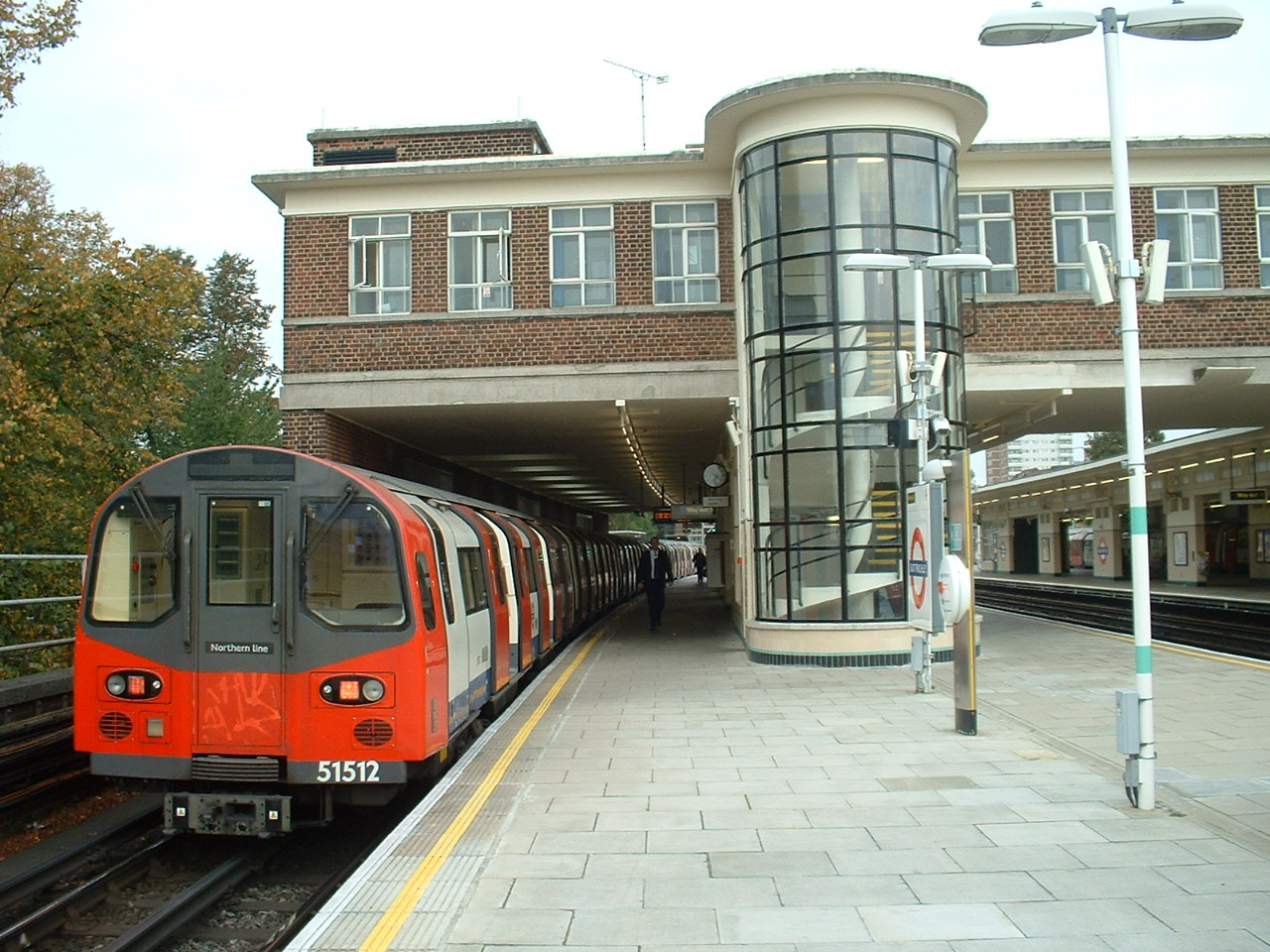
1番線の北行列車
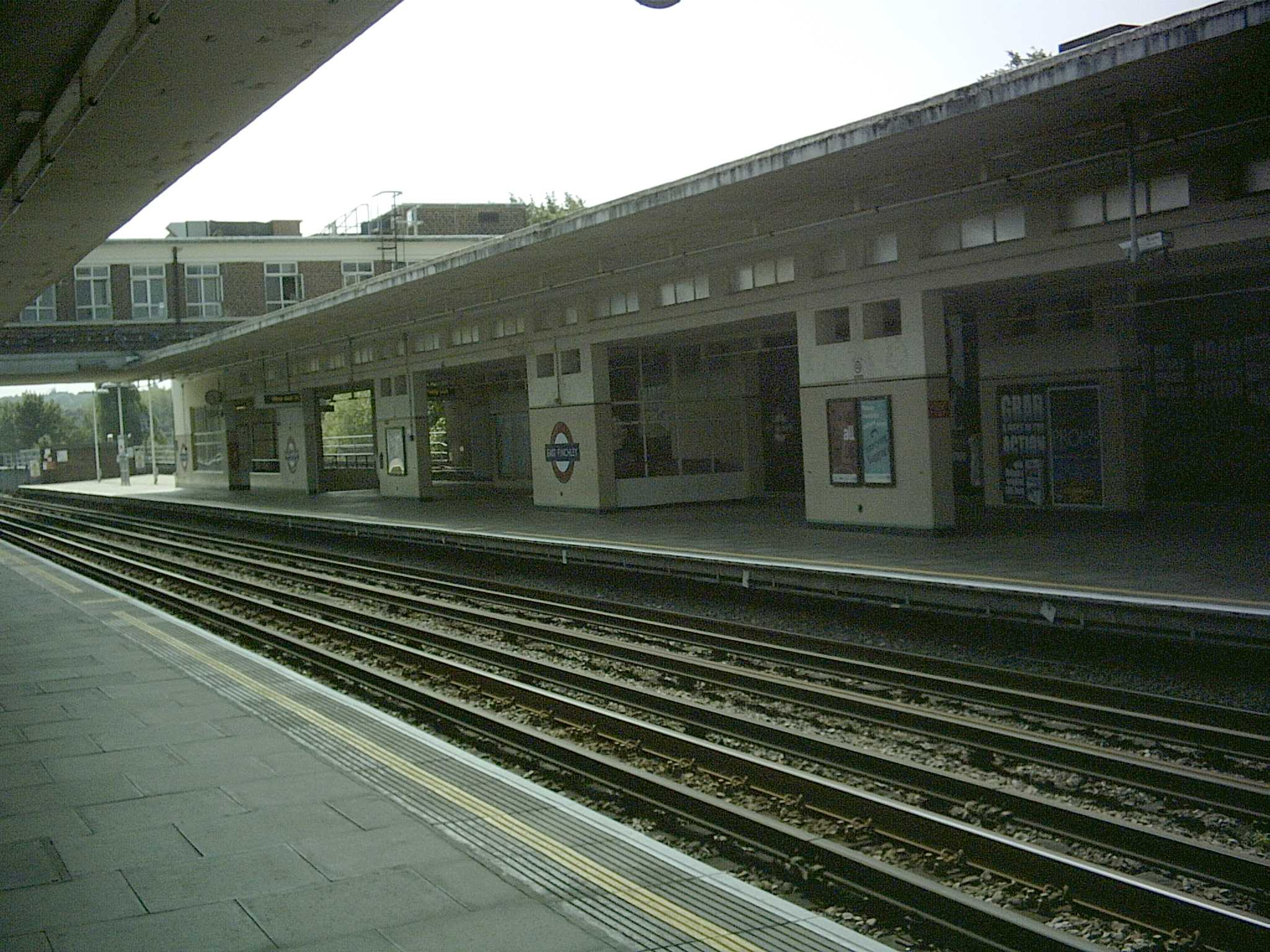
2・3番線
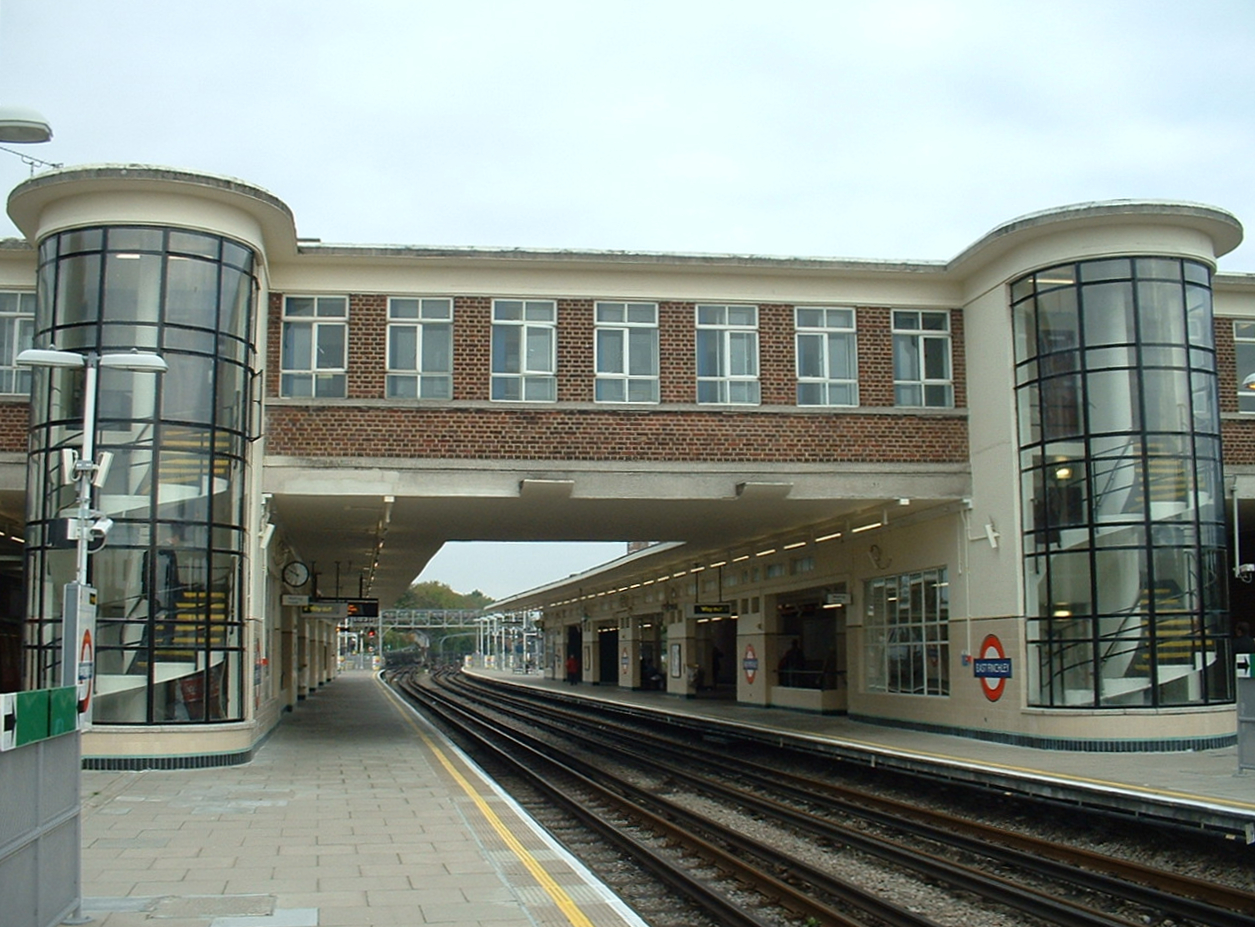
2・3番線と駅舎
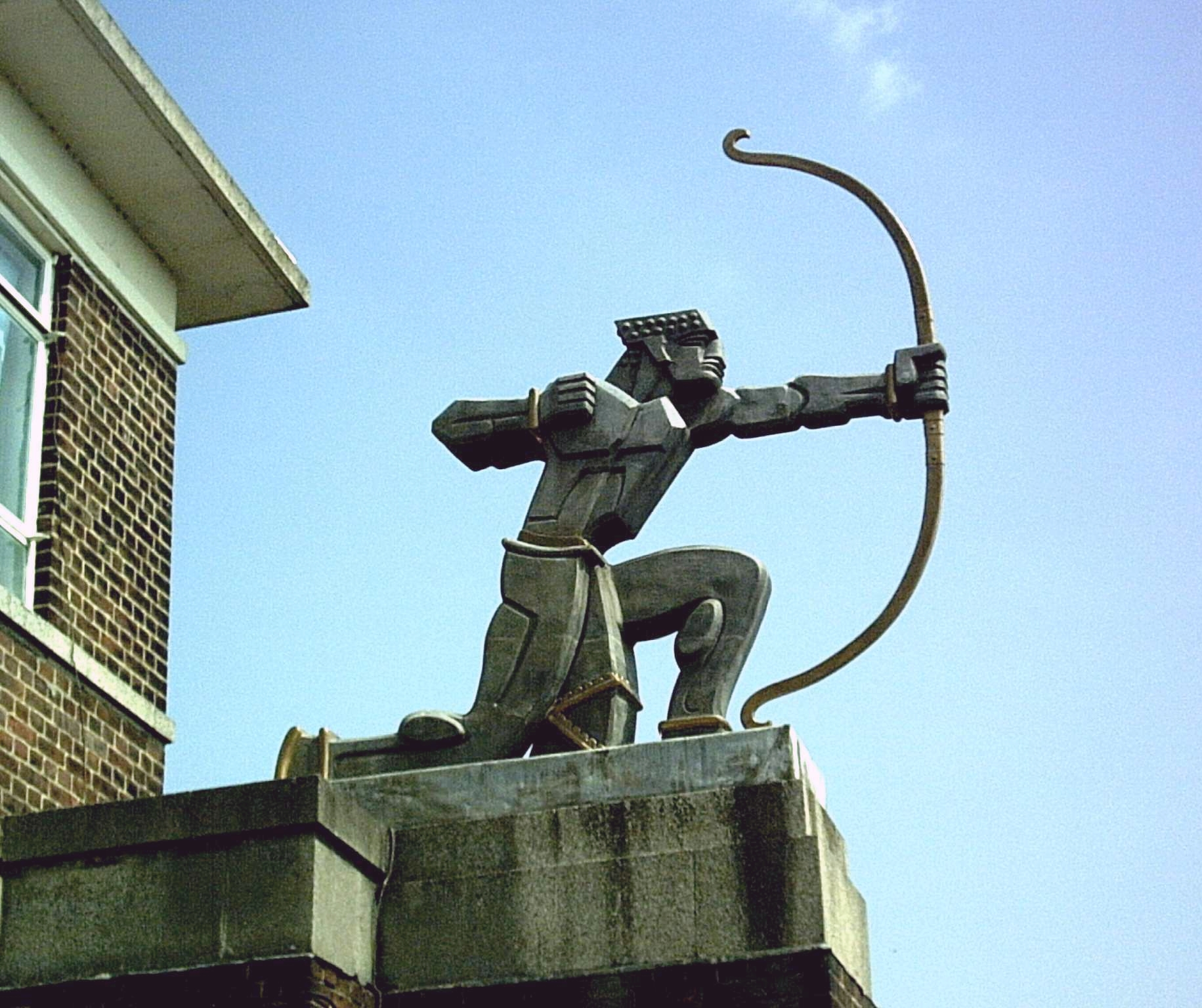
射手の像
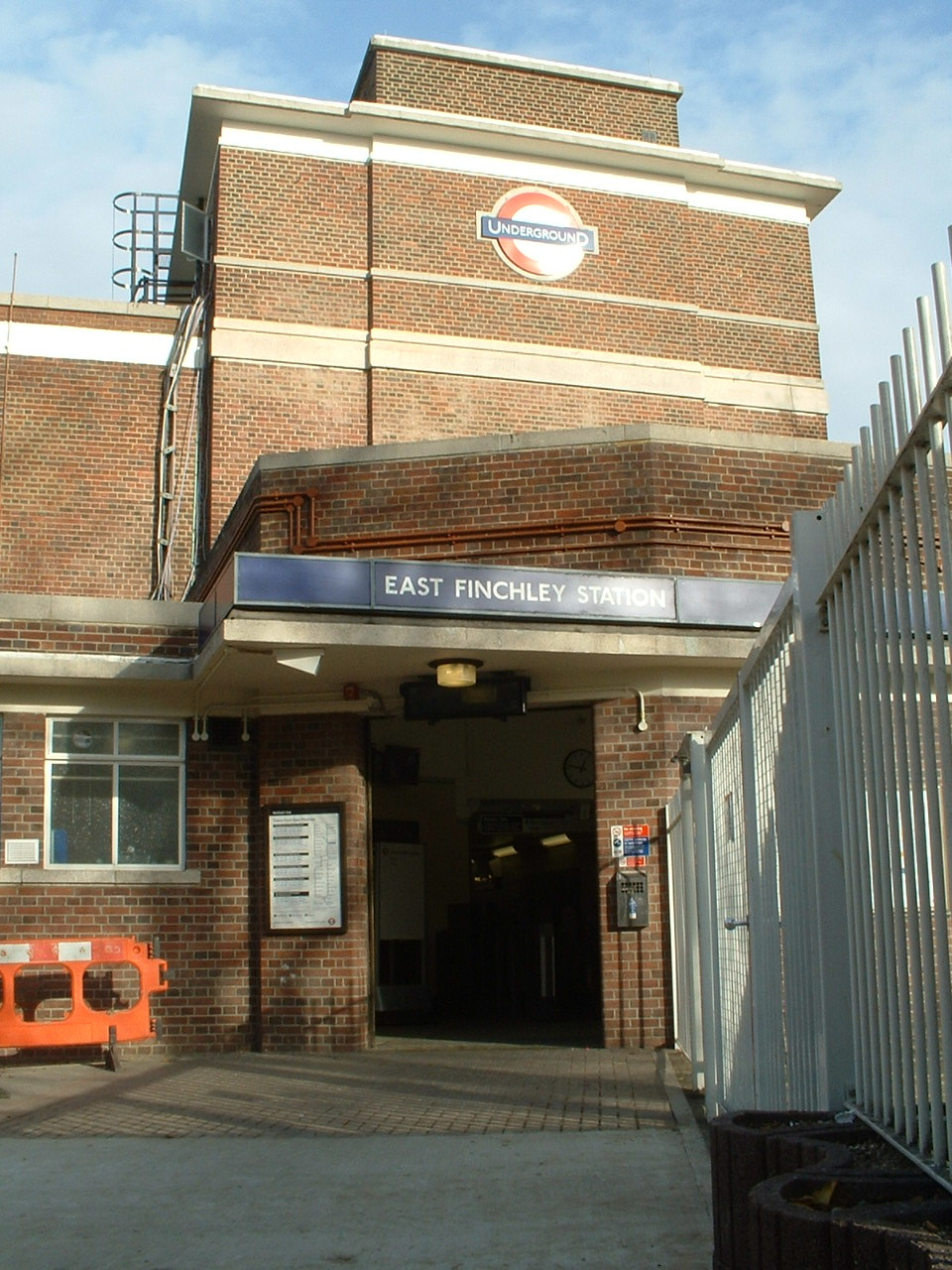
コーズウェイの入口
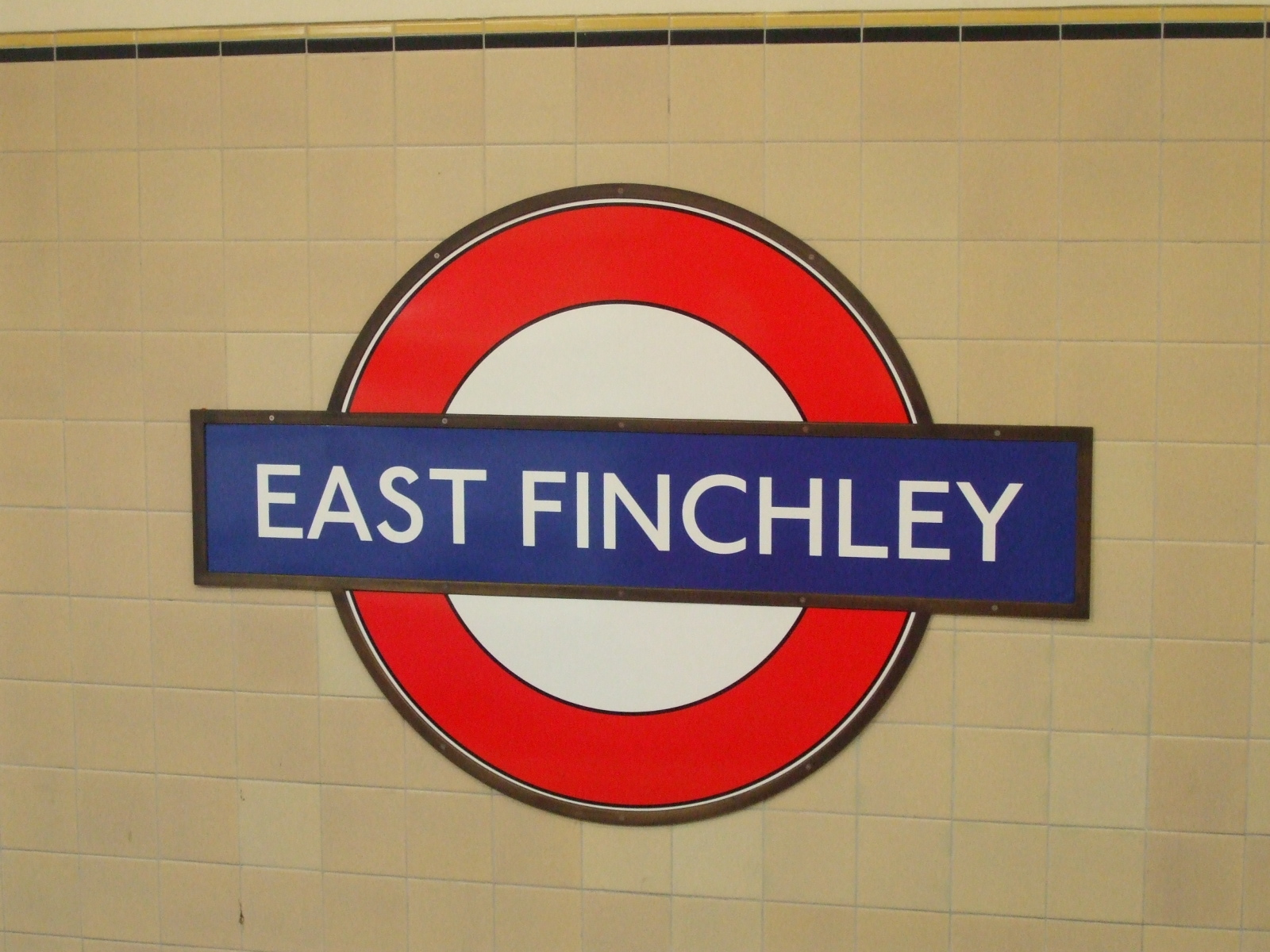
駅名標
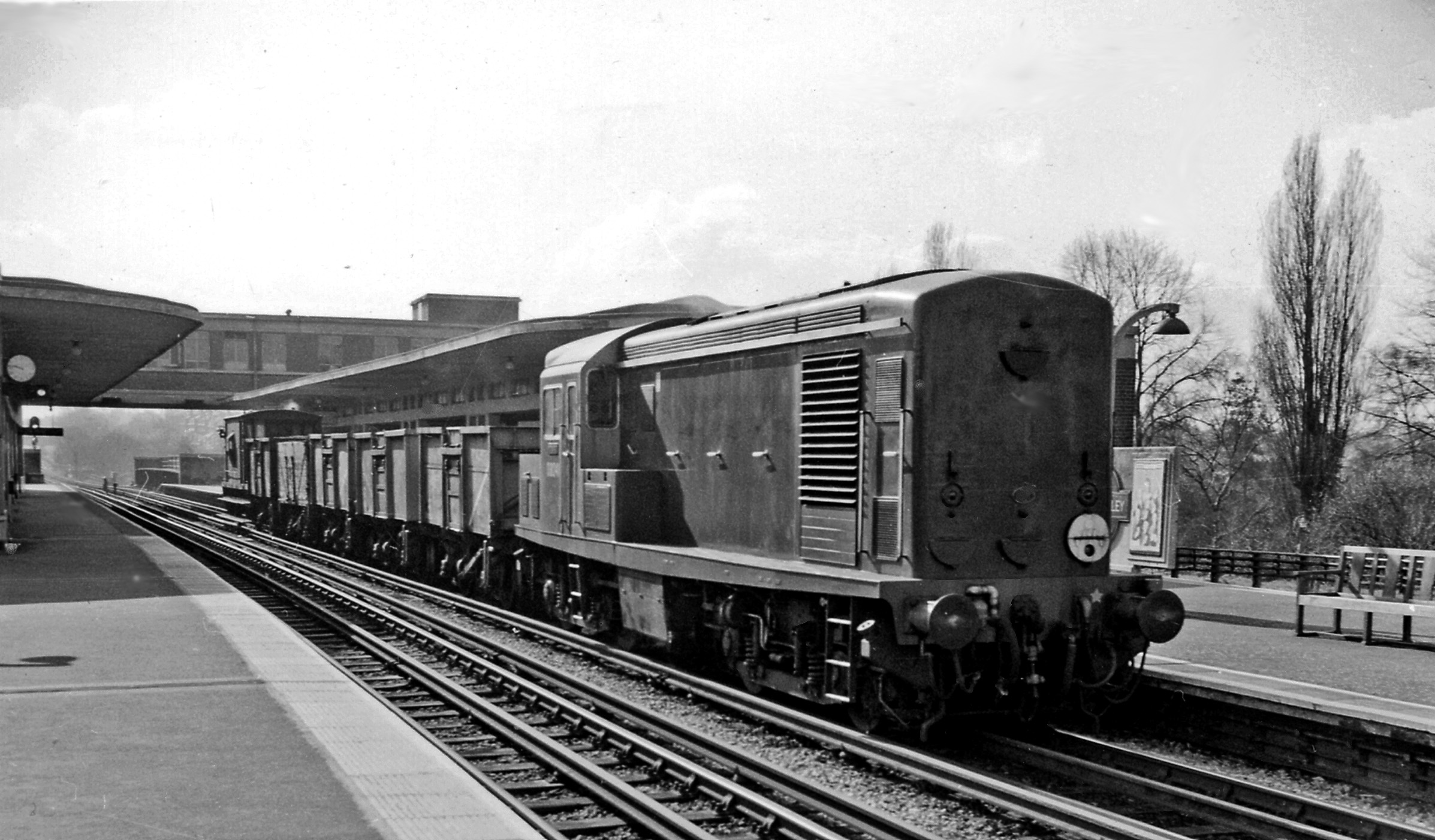
ディーゼル機関車けん引の貨物列車。1962年撮影

## バス路線
ロンドンバス102、143、234、263、H3、スクールバス603、深夜バスN20が当駅を経由する。

## 雑学
アメリカのトーク番組司会者で、シンシナティの元市長、ジェリー・スプリンガーはロンドン大空襲の最中、1944年2月13日に当駅内で生まれた、と主張しているが、当駅は地上駅で防空壕としての機能はないことから、地下駅であるとなりのハイゲート駅と誤認していると思われる
当駅はその独特の構造から映画などの撮影にもよく使われる。「イーストエンダーズ」や1956年の映画「ホーム・アンド・アウェイ」などにその姿を見ることが出来る。